# Selenodolskoje
Selenodolskoje (russisch Зеленодольское, deutsch Preußisch Bahnau) ist ein Ort in der russischen Oblast Kaliningrad. Er gehört zum Stadtkreis Mamonowo.

## Geographische Lage
Selenodolskoje liegt drei Kilometer westlich der Stadt Mamonowo (Heiligenbeil) am Flüsschen Bahnau (russisch: Mamonowka). Bis zur Küste des Frischen Haffs sind es fünf Kilometer, bis zur russisch-polnischen Staatsgrenze drei Kilometer. Die nächste Bahnstation ist Mamonowo an der Bahnstrecke Kaliningrad–Mamonowo.

## Geschichte
Das ehedem Preußisch Bahnau (früher auch Bano bzw. Banau) genannte Dorf unterscheidet sich durch den Namenszusatz von dem drei Kilometer nördlich gelegenen Dorf Polnisch Bahnau, 1920 bis 1950 Deutsch Bahnau (russisch: Baltijskoje, heute nicht mehr existent). Preußisch Bahnau wurde als Bano bereits im Jahre 1311 erstmals erwähnt. Zwischen 1874 und 1945 war der Ort in den Amtsbezirk Carben (ab 1931 Amtsbezirk „Karben“, 1947 russisch: Prigorkino, heute nicht mehr existent) eingegliedert und gehörte zum Landkreis Heiligenbeil im Regierungsbezirk Königsberg der preußischen Provinz Ostpreußen.
Die 1906 gegründete evangelische Bahnauer Bruderschaft ließ sich nach dem Zweiten Weltkrieg im baden-württembergischen Weissach im Tal nieder.
Im Jahre 1910 zählte Preußisch Bahnau 291 Einwohner. Ihre Zahl stieg bis 1933 auf 481 und betrug 1939 noch 429.
Infolge des Zweiten Weltkrieges kam Preußisch Bahnau 1945 mit dem nördlichen Ostpreußen zur Sowjetunion und erhielt 1947 die russische Bezeichnung „Selenodolskoje“. Bis zum Jahre 2009 war der Ort in den Mamonowski gorodskoi sowjet (Stadtsowjet Mamonowo (Heiligenbeil)) eingegliedert. Seither ist der Ort – aufgrund einer Struktur- und Verwaltungsreform – eine als „Siedlung“ qualifizierte Ortschaft im Stadtkreis Mamonowo.

## Kirche
Die weitaus überwiegende Mehrheit der Bevölkerung Preußisch Bahnaus war vor 1945 evangelischer Konfession. Das Dorf war in das Kirchspiel Heiligenbeil (heute russisch: Mamonowo) eingegliedert und gehörte so zum Kirchenkreis Heiligenbeil in der Kirchenprovinz Ostpreußen der Kirche der Altpreußischen Union.
Heute liegt Selenodolskoje im Einzugsbereich der in den 1990er Jahren neu gegründeten evangelischen Gemeinde in Mamonowo (Heiligenbeil). Sie ist eine Filialgemeinde der Auferstehungskirche in Kaliningrad (Königsberg) innerhalb der Propstei Kaliningrad der Evangelisch-lutherischen Kirche Europäisches Russland (ELKER).